# Herbita nestor
Herbita nestor är en fjärilsart som beskrevs av Druce 1892. Herbita nestor ingår i släktet Herbita och familjen mätare. Inga underarter finns listade i Catalogue of Life.